# Samuel Campiche
Pour les articles homonymes, voir Campiche.
Samuel Campiche, né à Lausanne le 19 avril 1914 et mort le 12 septembre 2004, est un diplomate, écrivain et bellettrien vaudois.

## Biographie
Jeune bellettrien licencié en droit, il rêve de devenir correspondant au Moyen-Orient. Quelques années plus tard, il devient employé de banque à New York. Pourtant en 1941, dès l'entrée en guerre des États-Unis, il est nommé « attaché de légation ou chef de mission » par la légation suisse. Il remplit alors un rôle analogue à celui d'ambassadeur ou de diplomate.
Grâce à son nouveau métier, il découvre la High Society américaine, Hollywood et aussi des écrivains comme Saint-John Perse. 
Orateur talentueux, Samuel Campiche a gardé une passion pour l'écriture. Dès le début des années trente, il commence un journal intime qui ne s'achève qu'en 1998. Dans Marée du soir, l'écrivain nous livre sa traversée du siècle et, évoquant sa vie d'ambassadeur (en poste à Madrid, Prague, Helsinki), il s'interroge sur le mystère du destin. On lui doit également deux essais sur le christianisme, Les malcroyants : ils croient... qu'ils croient! (1988) et Les patrons et la Bible (1980).